# Maya Ritter
Maya Ritter (Kelowna, 9 november 1993) is een Canadees actrice.
Ritter wilde van kinds af aan al acteren en kreeg na verscheidene verschijningen in reclames de titelrol in Molly: An American Girl on the Home Front (2006). Hierna kreeg ze de hoofdrol in de televisiefilm A Christmas Wish (2007).
Tegenwoordig is ze bezig met het filmen van de miniserie Chasing the Devil.
- Gemeinsame Normdatei: 141079568
- International Standard Name Identifier: 0000 0001 1437 2786
- Library of Congress Control Number: no2007010474
- Virtual International Authority File: 7160326
- WorldCat: E39PBJdrG4RXDMjjgYdjJ9Btrq